# Calliope (släkte)
Calliope är ett släkte i familjen flugsnappare med fem arter som förekommer i Asien.
- Glödhake (Calliope pectardens)
- Svartstrupig näktergal (Calliope obscura)
- Rubinnäktergal (Calliope calliope)
- Svartbröstad rubinnäktergal (Calliope pectoralis)
- Tibetansk rubinnäktergal (Calliope tschebaiewi) – tidigare behandlad som underart till pectoralis

Arterna inom släktet har tidigare förts till släktet Luscinia, men genetiska studier visar att det släktet är parafyletiskt, där arterna i Calliope är närmast släkt med Myiomela och till exempel blåstjärtarna i Tarsiger än med näktergal (L. luscinia). Liksom alla näktergalar men även fåglar som stenskvättor, rödstjärtar och buskskvättor behandlades dessa fåglar tidigare som små trastar i familjen Turdidae, men genetiska studier visar att den tillhör familjen flugsnappare (Muscicapidae).